# 中华人民共和国第三机械工业部 (1960–1963)
中华人民共和国第三机械工业部是1960年至1963年国务院主管国防工业的一个部。

## 历史
鉴于一机部统管国防工业存在着许多难以克服的问题，1960年6月23日和26日，聂荣臻两次召集会议，座谈国防工业体制调整问题。聂荣臻在会上提出：「当前国防工业在科研和生产中的问题很多，国防工业几年来没有正式出过什么东西。一机部对军工生产照顾不过来。我曾向林、贺两位副主席谈了，把造船、无线电、导弹的生产从一机部分出来，单独成立几个工业部，置于国防部的领导之下。分出来后的工业部不要大，但要管细些。把研究、设计、试制三者结合起来。」7月2日，第十七次中央军委常委会议讨论国防工业分部和国防工业的领导体制问题。聂荣臻在会议上正式提出建议，把国防工业常规武器部分组成航空、电子、兵器、舰船4个工业部，由中央军委统一领导研究和生产，对国务院负责。军委会议讨论通过了聂荣臻的这个建议。在中央军委提议下，1960年9月，中共中央决定国防工业从一机部分出，成立第三机械工业部（简称三机部），任命张连奎为部长。分拆后的第一机械工业部主管民用机械工业。
1961年1月，国防工委与三机部合署办公，孙志远任三机部部长。同月，中共中央决定：国防工业一律由国防工委直接领导。过去下放给地方的国防工业企业一律收回。
1963年，第三机械工业部拆分为第三、第四、第五、第六共计四个机械工业部。在原三机部四局基础上新设立的第三机械工业部的职能为航空工业管理。

## 历任部长
1. 张连奎（1960.9-1961.1）长期在晋察冀抗日根据地工作，是五十年代主管国防科技的聂荣臻元帅、国防工业的赵尔陆的老下级。1961年初遭到接管国防工业的贺龙元帅的批评被解职。
2. 孙志远（1961.1.30-1963）长期在晋绥抗日根据地工作。为贺龙元帅器重。